# Eisenbahnunfall von Züllichau
Der Eisenbahnunfall von Züllichau am 28. Oktober 1909 ist der früheste in der Literatur dokumentierte Zusammenstoß zwischen einem Kraftfahrzeug und einem Zug mit Todesopfern.

## Ausgangslage
Die Nebenbahn Züllichau–Wollstein (heute: Sulechów–Wolsztyn) wurde von einem unbeschrankten, niveaugleichen Bahnübergang der Straße Züllichau–Unruhstadt (heute: Kargowa und Straße Nr. 32) gekreuzt. Da es sich um eine Nebenbahn handelte, mussten niveaugleiche Bahnübergänge nicht durch Schranken gesichert werden.
Der Güterzug 540 befuhr die Strecke in der Nacht des 28. Oktober 1909 mit einer Geschwindigkeit von 30 km/h. Die Sichtverhältnisse waren sehr gut, da der Mond schien.

## Unfallhergang
Als sich der Zug dem Bahnübergang näherte, gab der Lokomotivführer alle vorgeschriebenen Warnsignale für das Überfahren eines unbeschrankten Bahnübergangs. Zugleich fuhr ein mit vier Personen besetztes Kraftfahrzeug mit höchst möglicher Geschwindigkeit, ohne abzubremsen, ebenfalls auf den Bahnübergang zu. Als der Lokführer bemerkte, dass sich das Auto ohne zu bremsen dem Bahnübergang näherte, versuchte er noch eine Notbremsung, die aber zu spät kam, um den Zusammenstoß noch zu verhindern. Das Auto prallte gegen die Wand eines Güterwagens, wobei sofort alle vier Insassen getötet wurden.

## Untersuchung
Der Lokomotivführer hatte sich vorschriftsmäßig verhalten. Ausschließlich die riskante Fahrweise des Autofahrers hatte zu dem Unfall geführt. Da die Eisenbahnstrecke von der Straße aus gut zu sehen war, ist davon auszugehen, dass der Autofahrer entweder die Geschwindigkeit des eigenen Fahrzeugs oder die des Zuges völlig falsch eingeschätzt hatte. Verfahren, die Blutalkoholkonzentration zu messen, gab es damals noch nicht.